# Haratjärnen (Anundsjö socken, Ångermanland)
Haratjärnen är en sjö i Örnsköldsviks kommun i Ångermanland och ingår i Moälvens huvudavrinningsområde.